# Когеельвен
Когеельвен  (швед. Kågeälven) — лісова річка на півночі Швеції, у лені Вестерботтен. Довжина річки становить 100 км  (96 км ), площа басейну  — 909,3 км²    (900 км² ). Середня річна витрата води — 9,8 м³/с (11,5 м³/с ), мінімальна витрата води на день — 0,7 м³/с. 
В минулому річка використовувалася для сплаву лісу. 

## Географія
Річка Когеельвен протікає на півночі лену Вестерботтен, в межах комуни Шеллефтео. Впадає у фіорд Когеф'єрден (швед. Kågefjärden) Ботнічної затоки Балтійського моря. 
Річка утворює два великих пороги — Стурфаллет (швед. Storfallet) (30 км від гирла) і Слюбергсфорсен (швед. Slybergsforsen).  Після порогів вона тече по рівнині до впадіння у Ботнічну затоку.     
Більшу частину басейну річки — 83 % (83,56 % ) — займають ліси. Болота й озера займають відповідно 8,6 %  та 2,5 % (2,67 % ) площі басейну, території сільськогосподарського призначення займають 2,5 % (4,15 % ) площі басейну. 
У річку на нерест на відстань до 38,8 км заходять лосось і пструг. 